# Gaujacq
Gaujacq is een gemeente in het Franse departement Landes (regio Nouvelle-Aquitaine) en telt 411 inwoners (1999). De plaats maakt deel uit van het arrondissement Dax.

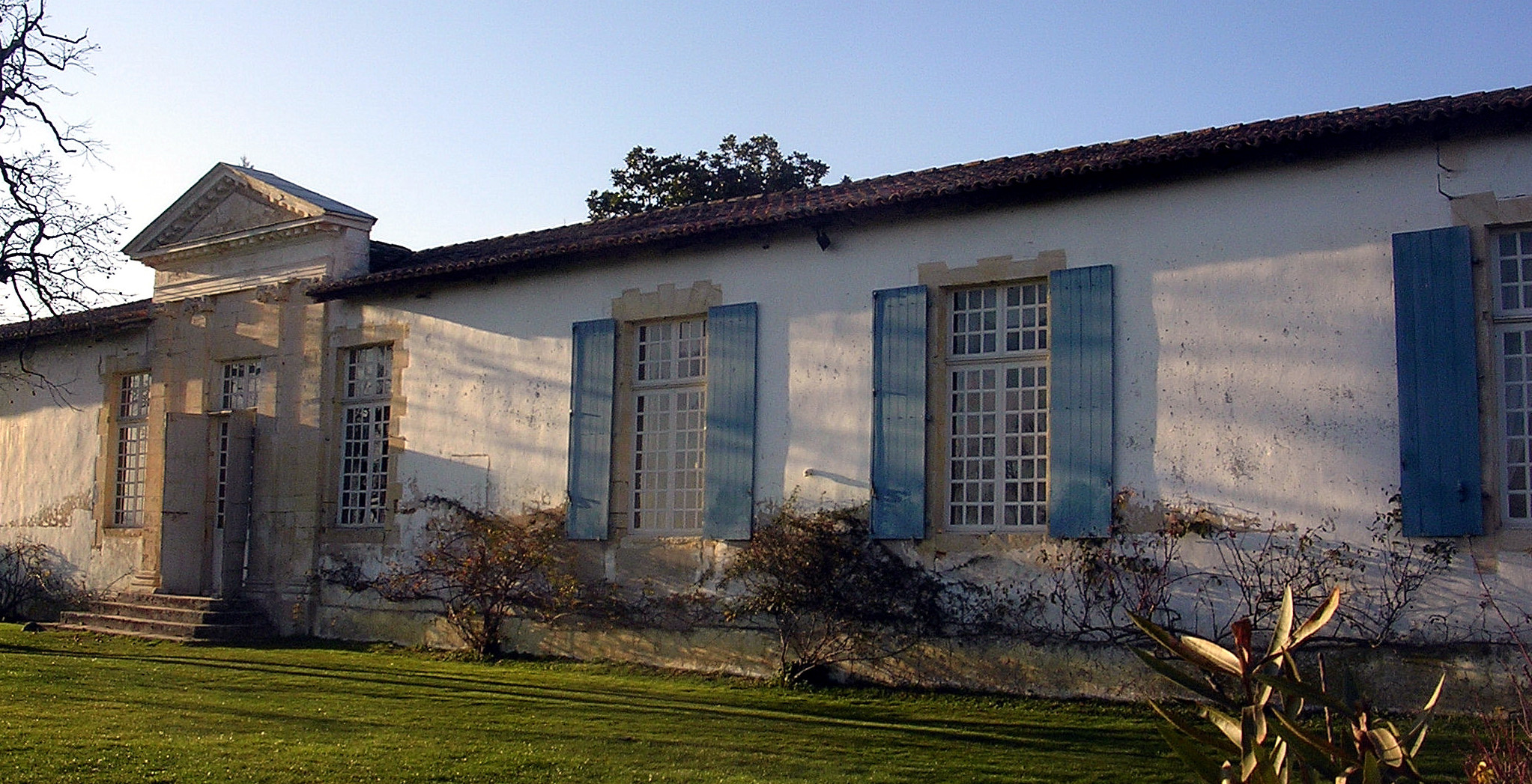
Kasteel van Gaujacq
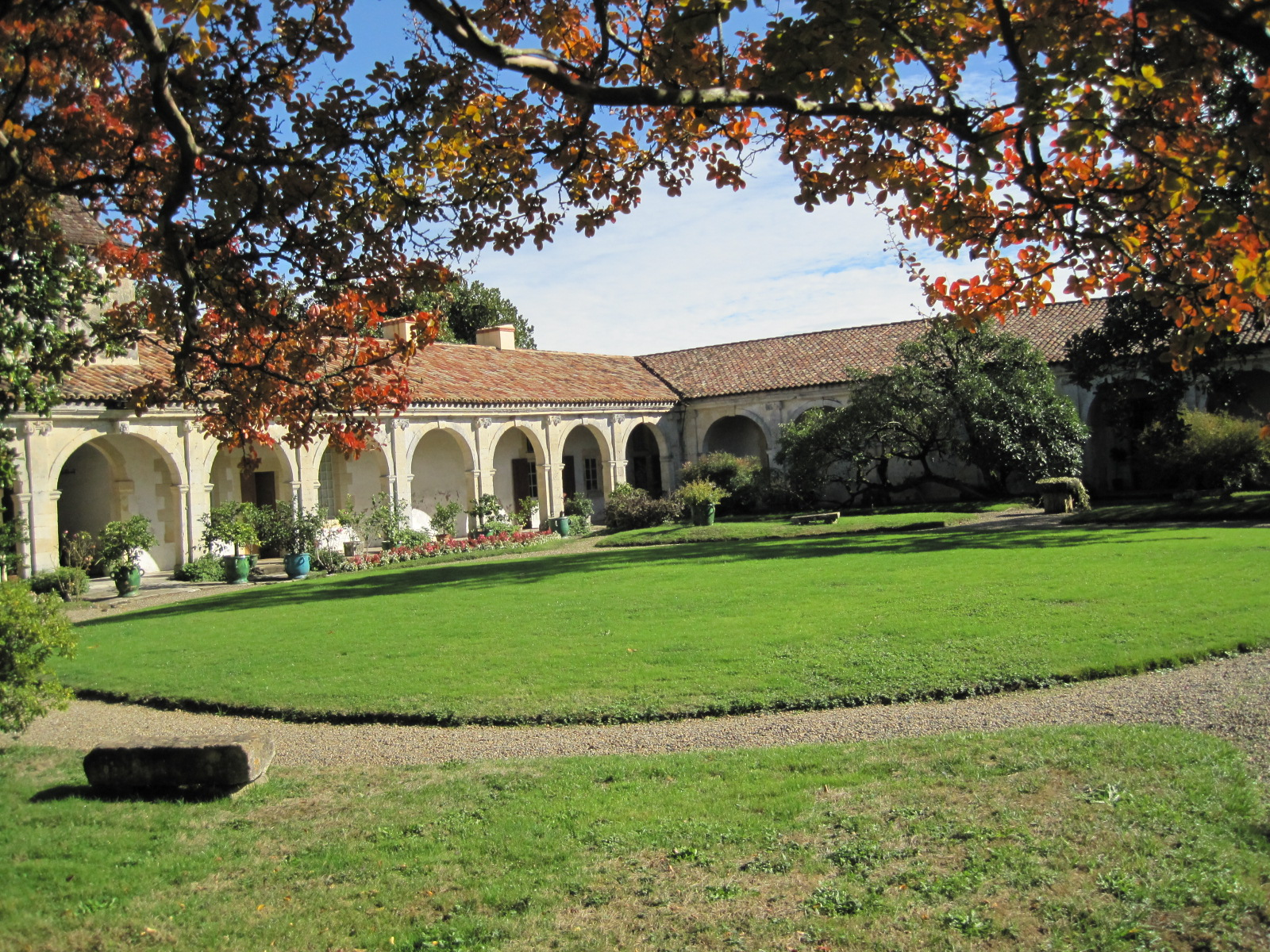
Binnenplaats van het kasteel van Gaujacq

## Geografie
De oppervlakte van Gaujacq bedraagt 15,9 km², de bevolkingsdichtheid is 25,8 inwoners per km².
De onderstaande kaart toont de ligging van Gaujacq met de belangrijkste infrastructuur en aangrenzende gemeenten.

## Demografie
Onderstaande figuur toont het verloop van het inwonertal (bron: INSEE-tellingen).